# Войнаровский, Павел Дмитриевич
Павел Дмитриевич Войнаровский (3 [15] февраля 1866, Севастополь — 13 [26] июня 1913, Санкт-Петербург) — организатор русского электротехнического образования и первой в России высоковольтной лаборатории (1904), специалист в области электротехники, электросвязи, передаче электроэнергии по воздушным и кабельным линиям, педагог, профессор (1898). Директор Электротехнического института (1906—1912).

## Биография
Родился 3 (15) февраля 1866 года в Севастополе.
В 1886 году окончил физико-математический факультет марсельского университета, в 1890 году — Техническое училище почтово-телеграфного ведомства в Санкт-Петербурге, получив звание телеграфного техника 1-го разряда. Работал младшим механиком Управления городских телеграфов в Москве; в феврале—мае 1893 года читал на 4-м курсе Петербургского электротехнического института лекции по передаче электрической энергии на расстояние, а в феврале-апреля 1894 года читал лекции по телефонии и железнодорожной сигнализации.
В 1894 году, защитив проект, получил звание «телеграфного инженера» и был назначен «и.д. главного механика для временного заведования всей технической частью управления городских телеграфов» в Москве. Одновременно, ему было поручено составление проекта электрического освещения Московского почтамта и преподавание в телеграфной школе.
Был направлен начальником Главного управления почт и телеграфов для совершенствования образования за границу. Осматривал и изучал телеграфный и телефонные учреждения и установки в Вене, Париже, Цюрихе, Кёльне, Гагене, Брюсселе, Льеже, Берлине. В Бельгии, в течение года занимался в Электротехническом институте Монтефиоре в Льеже, где в 1895 году был удостоен Советом университета звание инженера-электрика с отличием.
После возвращения в Россию был прикомандирован к Главному управлению почт и телеграфов, с поручением читать лекции и проводить практические занятия в Петербургском электротехническом институте; заведующий кафедрой электротехники и экстраординарный профессор с 1898 года, ординарный профессор — с 1904 года. Директор электротехнического института (1906—1912). С 1894 преподавал также в Санкт-Петербургском университете. В 1906 году при учреждении премии имени А. С. Попова избран председателем комиссии по присуждению премии.
Был членом Русского технического общества (с 1890), Электротехнического общества и редактором журнала «Электротехнический вестник» (1898—1899), Постоянного комитета Всероссийских электротехнических съездов (1899—1912), Общества инженеров-электриков, окончивших ЭТИ (председатель бюро в 1909—1912), Ассоциации инженеров-электриков института Монтефиоре (с 1895), Международного электротехнического комитета (1911). Участник международных электротехнических съездов в Париже (1900), Марселе (1908), Брюсселе (1910).
Умер 13 июня 1913 года в Санкт-Петербурге.

## Научная деятельность
Автор первых в России оригинальных трудов, прикладных разработок и лекционных курсов по телефонии, электрическому освещению, электрическим измерениям, электрической тяге.
Большое значение имели труды П. Войнаровского по вопросам передачи электрической энергии по воздушным и кабельным линиям.
В 1895 году составил проект междугородной телефонной линии Петербург — Москва, построенной в 1898 году и ставшей одной из самых крупных магистралей того времени. В 1901 году подготовил расчёт температурного режима работы проводов и кабелей, в 1903 году составил атлас чертежей и рисунков, отражающих различные способы укладки кабелей. В 1912 году впервые изложил теорию электрического кабеля. Провел исследования о влиянии трамвайных линий на линии связи, по электрической тяге, расчёту электрических сетей.
Принимал участие в создании «Энциклопедического словаря Брокгауза и Ефрона».

## Награды
- Орден Святого Станислава,
- Орден Святой Анны,
- Орден Святого Владимира.

## Память
- В память о заслугах Павла Дмитриевича Войнаровского, в 1913 году был образован фонд его имени для учреждения стипендий и премий, действовавший до 1919 года.
- В 1-м корпусе СПбГЭТУ в 1996 году около лаборатории теоретических основ электротехники установлена мемориальная доска, посвященная П. Д. Войнаровскому.